# Nou ric
Nou ric (del francès nouveau riche) és un terme referit a una persona que ha aconseguit pastar una considerable fortuna durant la seva vida. El terme és usat generalment per emfatitzar el fet que l'individu es trobava anteriorment en un nivell inferior en l'escala de la classe social, i les noves riqueses de la qual li han proporcionat els mitjans per a l'adquisició de nous luxes que li eren impossibles d'aconseguir prèviament.
El terme ha estat usat despectivament al llarg de la història amb propòsit de la distinció entre classes socials, per descriure persones amb riqueses recentment obtingudes que actuen de forma vulgar i sense delicadesa per utilitzar la riquesa de la mateixa manera que els vells rics, persones de famílies que han estat rics a través de moltes generacions (antiga burgesia i aristocràcia). El terme identifica individus que no són acceptats socialment per aquells individus que pertanyen a la nova classe social i expressa un tipus de classisme.
El Satíricon és una obra de l'Antiga Roma que tracta el cas d'un nou ric a través del personatge de Trimalció. Per altra banda, la famosa Molly Brown, que va sobreviure en 1912 a l'enfonsament del Titanic, apareixia a l'espectacle musical The Unsinkable Molly Brown com una persona que havia adquirit «la seva fortuna recentment», «escalant classes socials», puix que la seva família havia estat una família d'immigrants irlandesos pobres i no posseïa pedigrí social.